# ホークウインド
ホークウインド（Hawkwind）は、イングランドのスペース・ロックバンド。
デイヴ・ブロック（ヴォーカル、ギター）を中心に結成され、1970年にデビュー。時代によって「サイケデリック・ロック」「プログレッシブ・ロック」「ハード・ロック」などを内包しながら、50年以上に渡り活動。レミー・キルミスターがモーターヘッドの結成前の1970年代前半に在籍していた事でも知られる。

## 略歴

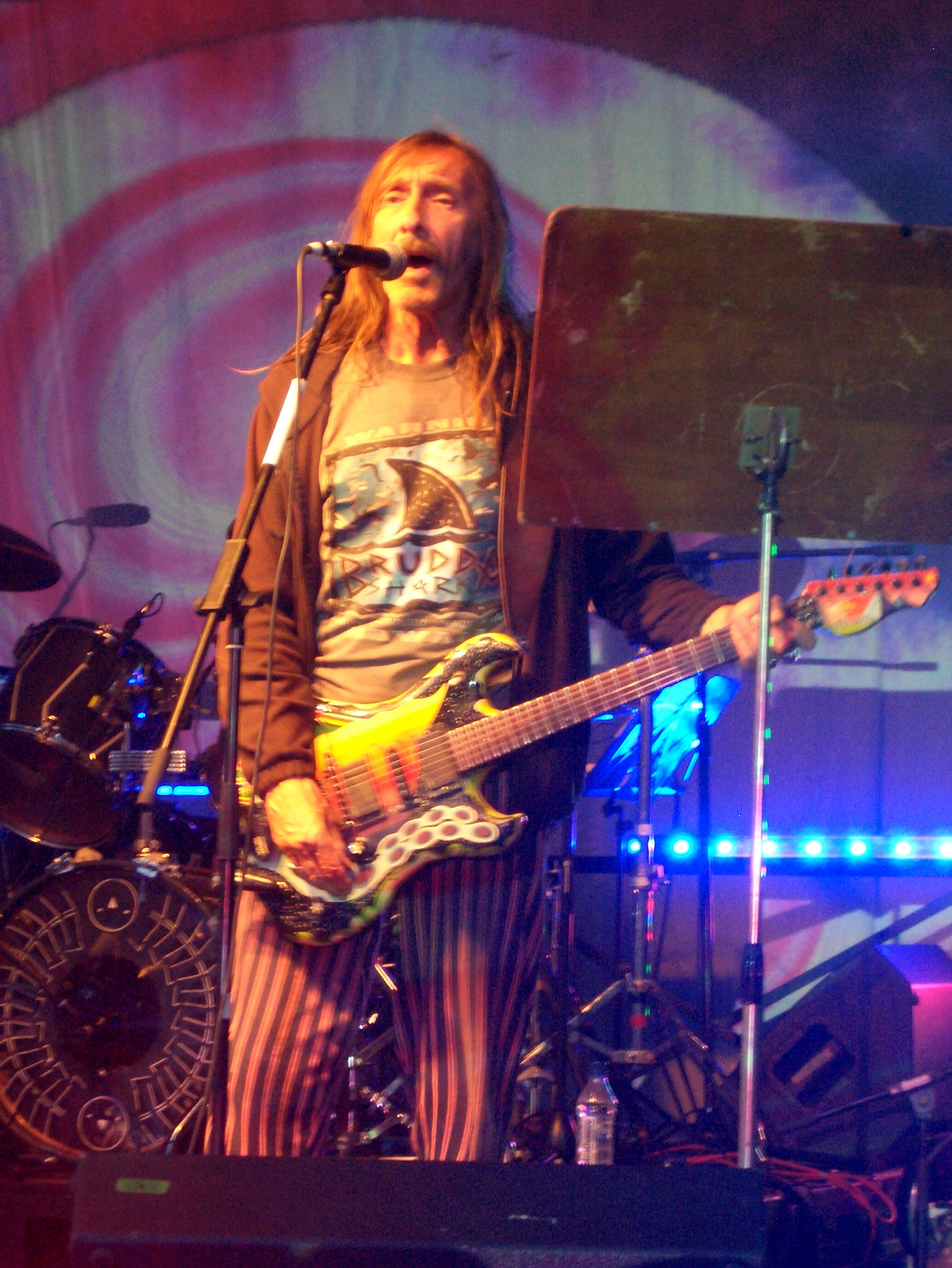
創設者デイヴ・ブロック(Vo/G) 2009年

イングランドのノッティング・ヒルで活動していたバンド「ホークウインド・ズー」が前身。バンド名を「ホークウインド」に短縮し、1969年にユナイテッド・アーティスツ・レコードと契約して、1970年にセルフタイトルのアルバム『ホークウィンド』でデビュー。その後、ヌード・ダンサーのステイシアがライブにおけるサポート・メンバーとして加わった。
1972年にキルミスター（エレクトリックベース、ボーカル）が加入し、同年、シングル「シルバー・マシーン (Silver Machine)」が全英3位のヒットとなった。アルバム『ホール・オブ・ザ・マウンテン・グリル (永劫の宮殿)』(1974年）からはサイモン・ハウス（ヴァイオリン）が加入。続くアルバム『絶体絶命』(1975年）は、SF作家マイケル・ムアコックからの影響で、より壮大な世界観を築いた。同年にはキルミスター作曲の「Motorhead」がレコ―ディングされたが、その後彼は解雇される。
彼等はカリスマ・レコードに移籍して活動を続けるが、1978年、一時的に活動休止。ブロックはホウクローズ（Hawklords）名義でアルバム『25年間 - 25イヤーズ・オン』を発表。サイモン・ハウスはデヴィッド・ボウイのバック・バンドに加入した。1979年、ブロックを中心に活動再開。一方、ニック・ターナー（サックス）はバンドを離れ、1978年にソロ活動を開始。
1980年発表のアルバム『宇宙遊泳 - レヴィテイション』には、ジンジャー・ベイカー（ドラム、元クリーム）が参加した。
ホークウインドのファンの一部はイギリスで「クラスティー」と呼ばれ、アメリカのグレイトフル・デッドのファンと同様、ヒッピー的な価値観や生活様式で知られている。
2011年の初来日が東日本大震災の影響によりキャンセルとなったが、2015年4月に仕切り直して来日公演を果たした。
2019年に50周年記念のツアーを開催。大物ゲストとして、ブロックの友人であるエリック・クラプトンやフィル・キャンベルが客演している。
その後も創設者ブロックの元、メンバー・チェンジやレーベルの移籍を繰り返しながら、現在に至るまで活動を続けている。

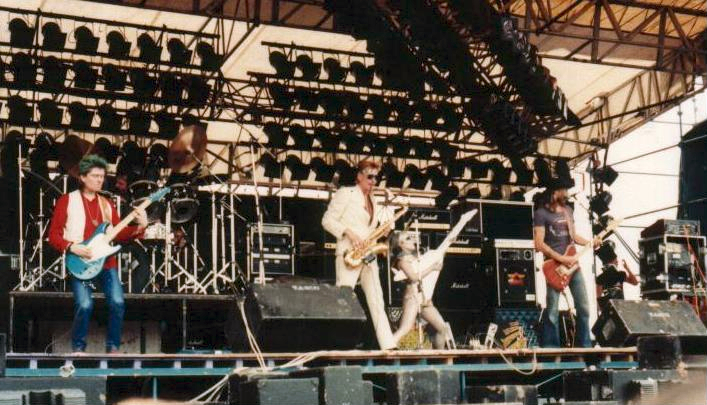
イングランド・ドニントン公演 (1982年)

## 備考・補足
- 2000年代以降から旧カタログがリマスター再発される中、代表作である『絶体絶命 (Warrior On The Edge Of Time)』(1975年）だけが、なかなか手付かずの状態だった件についてブロックは「権利を共有する当時のマネージャーとレミー・キルミスターの折り合いが悪く、実現が難しかった。自分がレミーと交渉して権利を譲って貰い、やっと再発できた」と明かしている[1]。

- ブロックは2014年のインタビューで、友人キルミスターについて「最近体調が良くないようで心配だ。歳を取ると、出来た事が出来ないようになる。無理をすると後でぶり返すから、ゆっくり休んでもらいたい」と危惧していた[1]。しかし悪い予感が的中し、翌年に彼は他界してしまった[10]。

- 2014年に代表的ライブ作品『宇宙の祭典』（1973年）を完全再現したライブを実施したが、ブロックは「これは1回だけの企画で、今後やることはない」と説明している[11]。

## 日本公演
- 2015年4月11日,12日 下北沢GARDEN

## メンバー
※2021年11月時点

### 現ラインナップ
- デイヴ・ブロック (Dave Brock) - ボーカル/ギター/キーボード (1969年- )
- リチャード・チャドウィック (Richard Chadwick) - ドラムス/ボーカル (1988年- )
- マグナス・マーティン (Magnus Martin) - ギター/キーボード (2017年- )
- ダグ・マッキノン (Doug MacKinnon) - ベース (2021年- )
- サイポールサンドラ (Thighpaulsandra) - キーボード (2021年- )

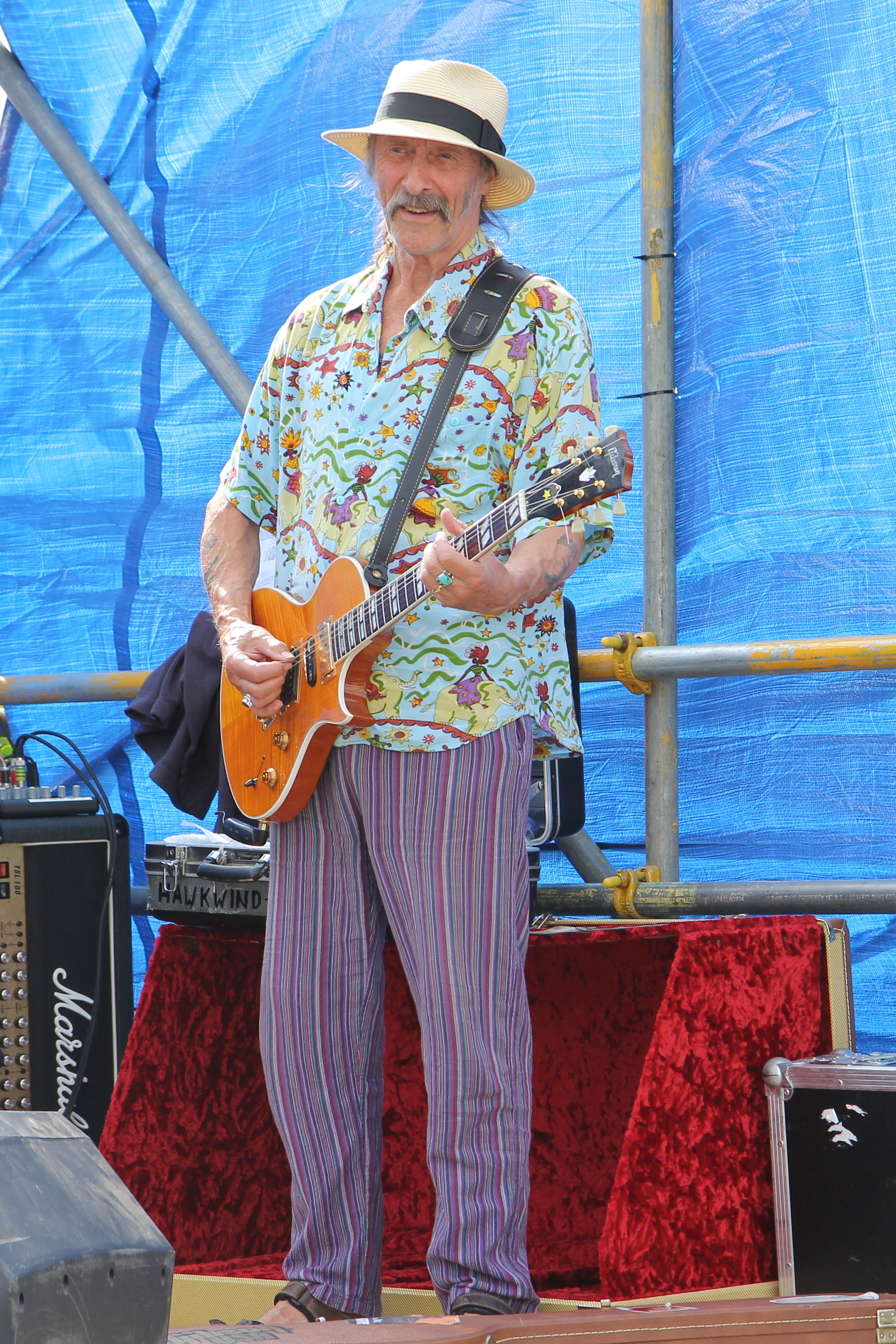
デイヴ・ブロック(Vo/G) 2015年

### 旧メンバー

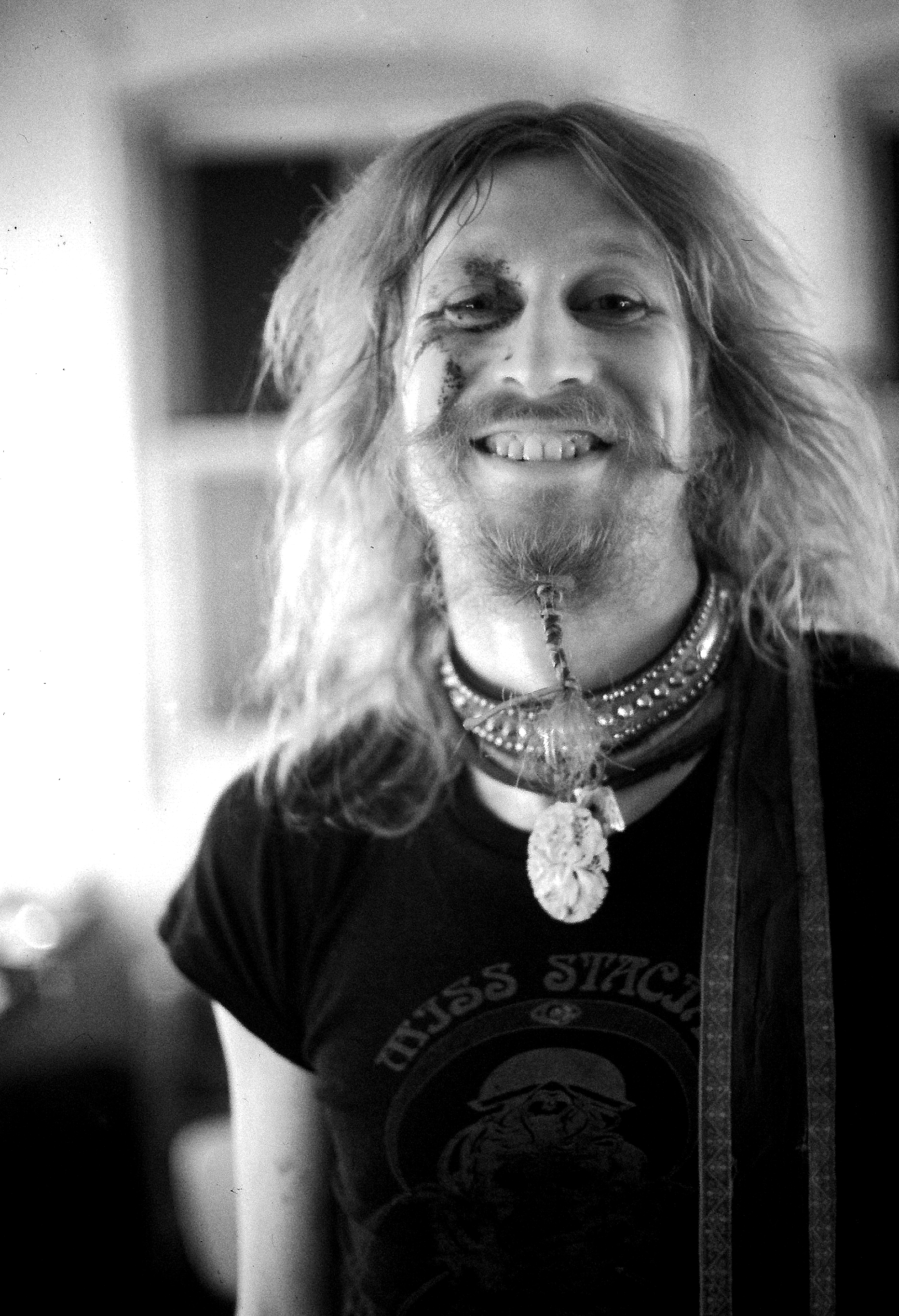
創設者の一人 ニック・ターナー(Vo/Sax) 1974年

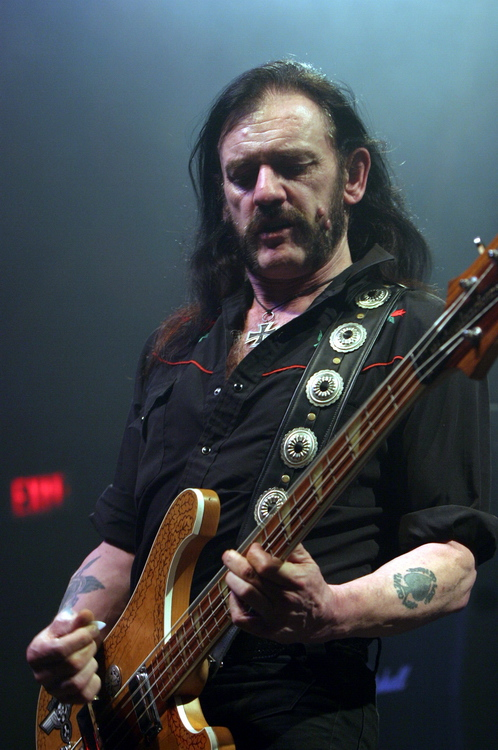
躍進時代のメンバーだったレミー(B/Vo) 2005年

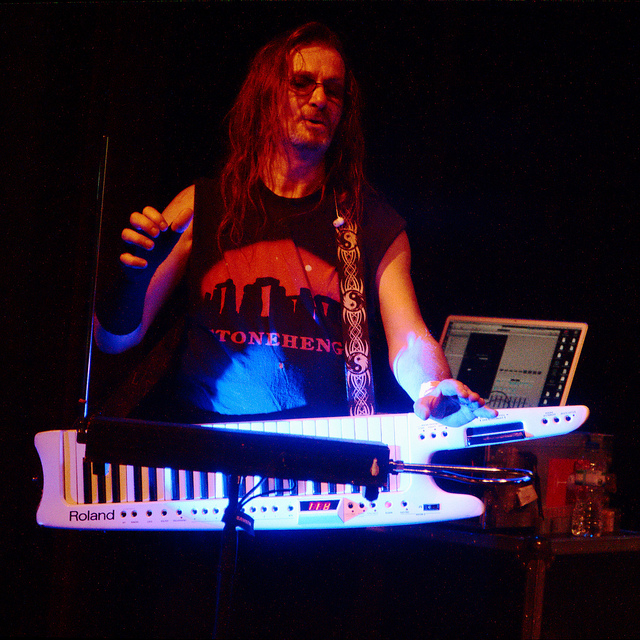
後期の代表プレイヤー ティム・ブレイク(Key) 2013年

- ニック・ターナー (Nik Turner) - ボーカル/サクソフォーン/フルート (1969年-1976年、1982年-1984年)
- ディック・ミック (Dik Mik) - キーボード (1969年-1973年)
- テリー・オリス (Terry Ollis) - ドラムス (1969年-1972年)
- ジョン・ハリソン (John Harrison) - ベース (1969年-1970年) ♰RIP.2012年
- ミック・スラッテリー (Mick Slattery) - ギター (1969年)
- ハウ・ロイド=ラントン (Huw Lloyd-Langton) - ギター (1969年-1971年、1979年-1988年; guest - 2002年-2005年) ♰RIP.2012年
- トーマス・クリンブル (Thomas Crimble) - ベース (1970年-1971年)
- デル・デットマール (Del Dettmar) - キーボード (1971年-1974年)
- デイブ・アンダーソン (Dave Anderson) - ベース (1971年-1972年)
- ロバート・キャルバート (Robert Calvert) - ボーカル (1971年-1973年、1975年-1979年) ♰RIP.1988年
- レミー・キルミスター (Ian "Lemmy" Kilmister) - ベース/ボーカル (1971年-1975年) ♰RIP.2015年
- サイモン・キング (Simon King) - ドラムス (1971年-1980年)
- サイモン・ハウス (Simon House) - キーボード/ヴァイオリン (1973年-1978年、1989年-1991年)
- アラン・パウエル (Alan Powell) - ドラムス (1974年-1976年)
- ポール・ルドルフ (Paul Rudolph) - ベース (1975年-1977年)
- マイケル・ムアコック (Michael Moorcock) - ボーカル (1975年、1981年)
- エイドリアン・ショー (Adrian Shaw) - ベース (1977年-1978年)
- ハーベイ・ベインブリッジ (Harvey Bainbridge) - ベース/キーボード (1978年-1991年)
- マーティン・グリフィン (Martin Griffin) - ドラムス (1978年-1979年、1981年-1983年) ♰RIP.2020年
- ポール・ヘイルズ (Paul Hayles) - キーボード (1978年)
- スティーブ・スウィンデルズ (Steve Swindells) - キーボード (1978年-1979年)
- ティム・ブレイク (Tim Blake) - キーボード/テルミン (1979年-1980年、2000年-2002年、2007年-2015年、2019年-2021年)
- ジンジャー・ベイカー (Ginger Baker) - ドラムス (1980年-1981年)
- キース・ヘイル (Keith Hale) - キーボード (1980年-1981年)
- デッド・フレッド (Dead Fred) - キーボード/ヴァイオリン (1983年-1984年、2012年-2016年)
- アンディ・アンダーソン (Andy Anderson) - ドラムス (1983年)
- ロバート・ヒートン (Robert Heaton - ドラムス (1983年) ♰RIP.2004年
- リック・マルティネス (Rik Martinez) - ドラムス (1983年)
- クライブ・ディーマー (Clive Deamer) - ドラムス (1983年-1985年)
- アラン・デイヴィー (Alan Davey) - ベース (1984年-1996年、2000年-2007年)
- ダニー・トンプソン・ジュニア (Danny Thompson Jr.) - ドラムス (1985年-1988年)
- ブリジェット・ウィッシャート (Bridget Wishart) - ボーカル (1990年-1991年)
- ロン・ツリー (Ron Tree) - ボーカル/ベース (1995年-2001年)
- ジェリー・リチャーズ (Jerry Richards) - ギター (1996年-2001年)
- キャプテン・リズ (Captain Rizz) - ボーカル (1997年-2000年)
- ジェズ・ハジェット (Jez Huggett) - サクソフォーン/フルート (2000年-2001年、2005年-2007年)
- アーサー・ブラウン (Arthur Brown) - ボーカル (2001年-2003年)
- ジェイソン・スチュアート (Jason Stuart) - キーボード (2005年-2008年) ♰RIP.2008年
- ミスター・ディブズ (Mr. Dibs) - ボーカル/ギター/ベース、チェロ (2007年-2018年)
- ナイル・ホーン (Niall Hone) - ベース/キーボード (2008年-2016年、2018年-2021年)
- ジョン・セビンク (Jon Sevink) - ヴァイオリン (2009年)
- ハズ・ウィートン (Haz Wheaton) - ベース (2016年-2018年)

## ディスコグラフィ

### スタジオ・アルバム
- 『ホークウィンド』 - Hawkwind (1970年)
- 『イン・サーチ・オブ・スペース (宇宙の探究)』 - In Search Of Space (1971年)
- 『ドレミファソラシド』 - Doremi Fasol Latido (1972年)
- 『ホール・オブ・ザ・マウンテン・グリル (永劫の宮殿)』 - Hall Of The Mountain Grill (1974年)
- 『絶体絶命』 - Warrior On The Edge Of Time (1975年)
- 『アストウンディング・サウンズ・アメイジング・ミュージック』 - Astounding Sounds, Amazing Music (1976年)
- 『クォーク・ストレンジネス・アンド・チャーム』 - Quark, Strangeness And Charm (1977年)
- 『PXR5』 - P.X.R.5 (1979年)
- 『宇宙遊泳 - レヴィテイション』 - Levitation (1980年)
- 『ソニック・アタック』 - Sonic Attack (1981年)
- 『チャーチ・オブ・ホークウインド』 - Church Of Hawkwind (1982年)
- 『チューズ・ユア・マスクス』 - Choose Your Masques (1982年)
- 『黒剣年代記 - ザ・クロニクル・オブ・ブラック・ソード』 - The Chronicle Of The Black Sword (1985年)
- 『未知なる写本 - ゼノン・コーデックス』 - The Xenon Codex (1988年)
- 『スペース・バンディッツ』 - Space Bandits (1990年)
- 『エレクトリック・ティーピー』 - Electric Tepee (1992年)
- It Is The Business Of The Future To Be Dangerous (1993年)
- White Zone (1995年)
- 『エイリアン4』 - Alien 4 (1995年)
- 『ディスタント・ホライズンズ』 - Distant Horizons (1997年)
- In Your Area (1999年)
- Spacebrock (2000年)
- Take Me To Your Leader (2005年)
- Take Me To Your Future (2006年)
- 『ブラッド・オブ・ジ・アース』 - Blood Of The Earth (2010年)
- 『オンワード』 - Onward (2012年)
- The Machine Stops (2016年)
- Into The Woods (2017年)
- 『ロード・トゥ・ユートピア』 - The Road to Utopia (2018年)
- 『オール・アボード・ザ・スカイラーク』 - All Aboard the Skylark (2019年)
- 『ソムニア (夢)』 - Somnia (2021年)
- The Future Never Waits (2023年)
- Stories from Time and Space (2024年)
- There Is No Space for Us (2025年)

ホウクローズ (Hawklords)名義
- 『25年間 - 25イヤーズ・オン』 - 25 Years On (1978年)

ホークウィンド・ライト・オーケストラ名義
- 『ステラー・ヴァリエーションズ』 - Stellar Variations (2012年)
- 『カーニヴォラス』 - Carnivorous (2020年)

### ライブ・アルバム
- 『宇宙の祭典』 - Space Ritual (1973年)
- 『ホークウィンド・ライヴ - ライヴ1979』 - Live Seventy-Nine (1980年)
- 『ゾーンズ』 - Zones (1983年)
- Stonehenge:This Is Hawkwind Do Not Panic (1984年)
- 『ライヴ・クロニクルズ』 - Live Chronicles (1986年)
- Out & Intake (1987年)
- Palace Springs (1991年)
- 『ライヴ78』 - Live (1992年) ※ホウクローズ (Hawklords)名義
- 『ザ・ビジネス・トリップ』 - The Business Trip Live (1994年)
- 『ラヴ・イン・スペース』 - Love In Space (1996年)
- The 1999 Party:Live At The Chicago Auditorium March 1974 (1997年)
- Yule Ritual (2001年)
- Canterbury Fayre 2001 (2002年)
- Knights of Space (2008年)
- Space Ritual Live (2015年)
- 『アット・ザ・ラウンドハウス』 - At The Roundhouse (2017年)